# Tomoe Abe
Tomoe Abe (安部友恵, Abe Tomoe), née le 13 août 1971 à Kitsuki, est une athlète japonaise spécialiste du marathon et de l'ultrafond. Elle est la détentrice du record du monde du 100 kilomètres avec 6 h 33 min 11 s réalisés le 25 juin 2006 à Yūbetsu.

## Carrière

### Palmarès
| Date | Compétition           | Lieu      | Résultat | Performance     |
| ---- | --------------------- | --------- | -------- | --------------- |
| 1993 | Championnats du monde | Stuttgart | 3e       | 2 h 31 min 01 s |
| 1994 | Marathon d'Osaka      | Osaka     | 1re      | 2 h 26 min 09 s |
| 1996 | Marathon d'Hokkaido   | Sapporo   | 1re      | 2 h 31 min 21 s |
| 1997 | Championnats du monde | Athènes   | 29e      | 2 h 45 min 19 s |
| 2000 | Marathon d'Osaka      | Osaka     | 6e       | 2 h 28 min 01 s |
| 2001 | Marathon de Nagoya    | Nagoya    | 5e       | 2 h 27 min 01 s |

### Records
| Épreuve        | Performance               | Lieu    | Date            |
| -------------- | ------------------------- | ------- | --------------- |
| Marathon       | 2 h 26 min 09 s (17 km/h) | Osaka   | 30 janvier 1994 |
| 100 kilomètres | 6 h 33 min 11 s (15 km:h) | Yūbetsu | 25 juin 2006    |